# Teoscar Hernández
Teoscar José Hernández (Cotuí; 15 de octubre de 1992) es un jardinero dominicano de béisbol profesional que juega en las Grandes Ligas para Los Angeles Dodgers.

## Carrera profesional

### Houston Astros

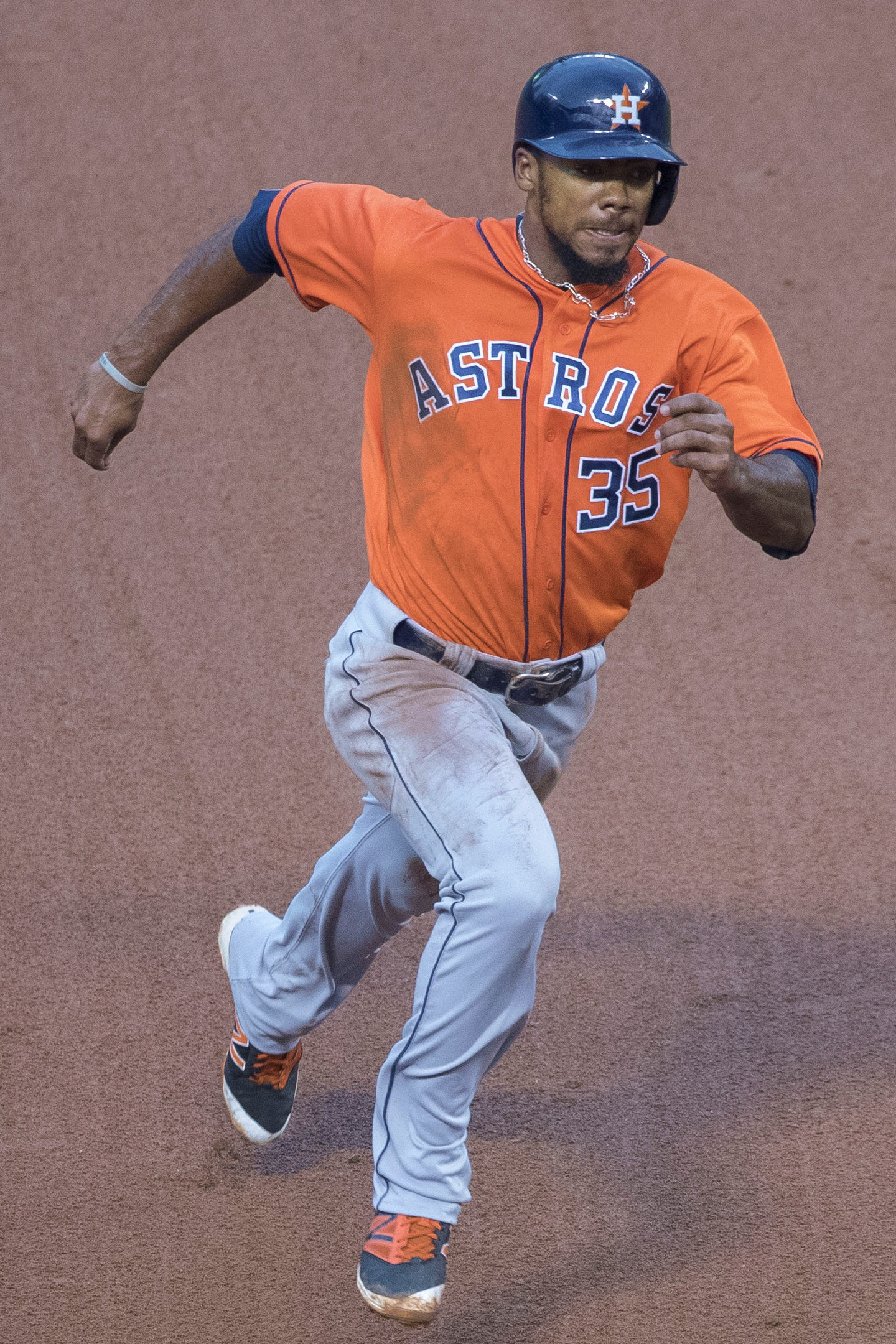
Hernández con los Houston Astros en 2016

Hernández firmó con los Houston Astros como agente libre internacional en febrero de 2011. Hizo su debut profesional esa temporada con los Astros de la Liga Dominicana de Verano. Hernández jugó el 2012 con los Astros de la Costa del Golfo de nivel novato y los Lexington Legends Clase A de la Liga del Atlántico Sur. Apareció en 59 juegos en total y registró un promedio de bateo de .243 , cinco jonrones , 23 carreras impulsadas (RBI) y 11 bases robadas. Jugó toda la temporada 2013 con los Class-A Quad City River Bandits. y bateó para .271 con 13 jonrones, 55 carreras impulsadas y 24 bases robadas. Durante la temporada baja, Hernández apareció en 23 juegos para los Toros del Este de la Liga de Invierno Dominicana.
Hernández comenzó 2014 con los Lancaster JetHawks de la Advanced-A California League , y fue ascendido a Corpus Christi Hooks de la Double-A Texas League durante la temporada. En 119 juegos, Hernández bateó .292 con 21 jonrones, 85 carreras impulsadas y 33 bases robadas.
Jugó toda la temporada 2015 con Doble-A Corpus Christi, bateando .219 con 17 jonrones, 48 carreras impulsadas y 33 robos en 119 juegos. Después de la temporada, fue seleccionado para la lista del equipo nacional de béisbol de República Dominicana en el Premier12 WBSC 2015.
Hernández comenzó la temporada 2016 con Corpus Christi y fue ascendido a los Fresno Grizzlies de la Triple-A Pacific Coast League a fines de junio. El 12 de agosto de 2016, los Astros promovieron a Hernández a las ligas mayores. Permaneció con los Astros hasta el final de la temporada 2016 y bateó .230 con cuatro jonrones y 11 carreras impulsadas en 41 juegos. En las menores de ese año, Hernández bateó .307 en 107 juegos, con 10 jonrones, 53 carreras impulsadas y 34 bases robadas.
El 21 de marzo de 2017, Hernández fue transferido a Triple-A Fresno.  El 25 de abril de 2017, los Astros promovieron a Hernández a las ligas mayores para reemplazar al lesionado Jake Marisnick. Sin embargo, fue colocado en la lista de discapacitados de 10 días al día siguiente.

### Toronto Blue Jays
El 31 de julio de 2017, los Astros cambiaron a Hernández y Nori Aoki a los Toronto Blue Jays por Francisco Liriano. Hernández fue asignado a los Buffalo Bisons Triple-A. El 31 de agosto, el mánager de los Blue Jays, John Gibbons, anunció que Hernández sería convocado el 1 de septiembre. El 10 de septiembre de 2017, Hernández conectó su primer jonrón como Blue Jay contra los Tigres de Detroit . El juego también marcó el primer juego de jonrones múltiples de su carrera. En 26 juegos jugados, Hernández bateó para .261 con ocho jonrones y 20 carreras impulsadas.
Hernández comenzó la temporada 2018 con Buffalo y fue retirado el 13 de abril de 2018 cuando Josh Donaldson fue incluido en la lista de lesionados. Cuando Hernández regresó a Houston con los Azulejos el 25 de junio, se le presentó un anillo de la Serie Mundial de 2017 junto a su compañero de equipo de los Azulejos, Tyler Clippard. Aunque tuvo problemas a la defensiva en el jardín izquierdo durante su primera temporada completa en las Grandes Ligas, Hernández emergió como uno de los mejores jugadores ofensivos de Toronto, logrando 51 hits de extrabase en sus primeros 100 juegos. En 134 juegos para los Azulejos, bateó .239 con 22 jonrones. Luchó durante los primeros 2 meses de la temporada en 2019, bateando .189 con 3 jonrones. Fue enviado a AAA el 16 de mayo por 2 semanas y regresó al equipo de Grandes Ligas para jugar en el jardín central mucho mejor. Terminaría la temporada con 26 jonrones en 125 juegos.
En general, con los Azulejos de 2020 , Hernández bateó para .289 con 16 jonrones y 34 carreras impulsadas en 50 juegos. Hernández ganó el premio Silver Slugger Award por el jardín derecho en la temporada corta, registrando el cuarto mejor promedio de turnos al bate por cuadrangular en la Liga Americana.
En 2021, Hernández obtuvo su primer reconocimiento al Juego de Estrellas en su carrera, ya que fue seleccionado para comenzar el Juego de Estrellas de 2021 para la Liga Americana.
El 22 de marzo de 2022, Hernández firmó un contrato de $10.65 millones con los Blue Jays, evitando el arbitraje salarial. Bateó .267 con 25 jonrones y 77 carreras impulsadas durante la temporada  y conectó dos jonrones para los Blue Jays en el segundo juego de la Serie de Comodines , que los Jays perdieron ante los Marineros de Seattle.

### Marineros de Seattle

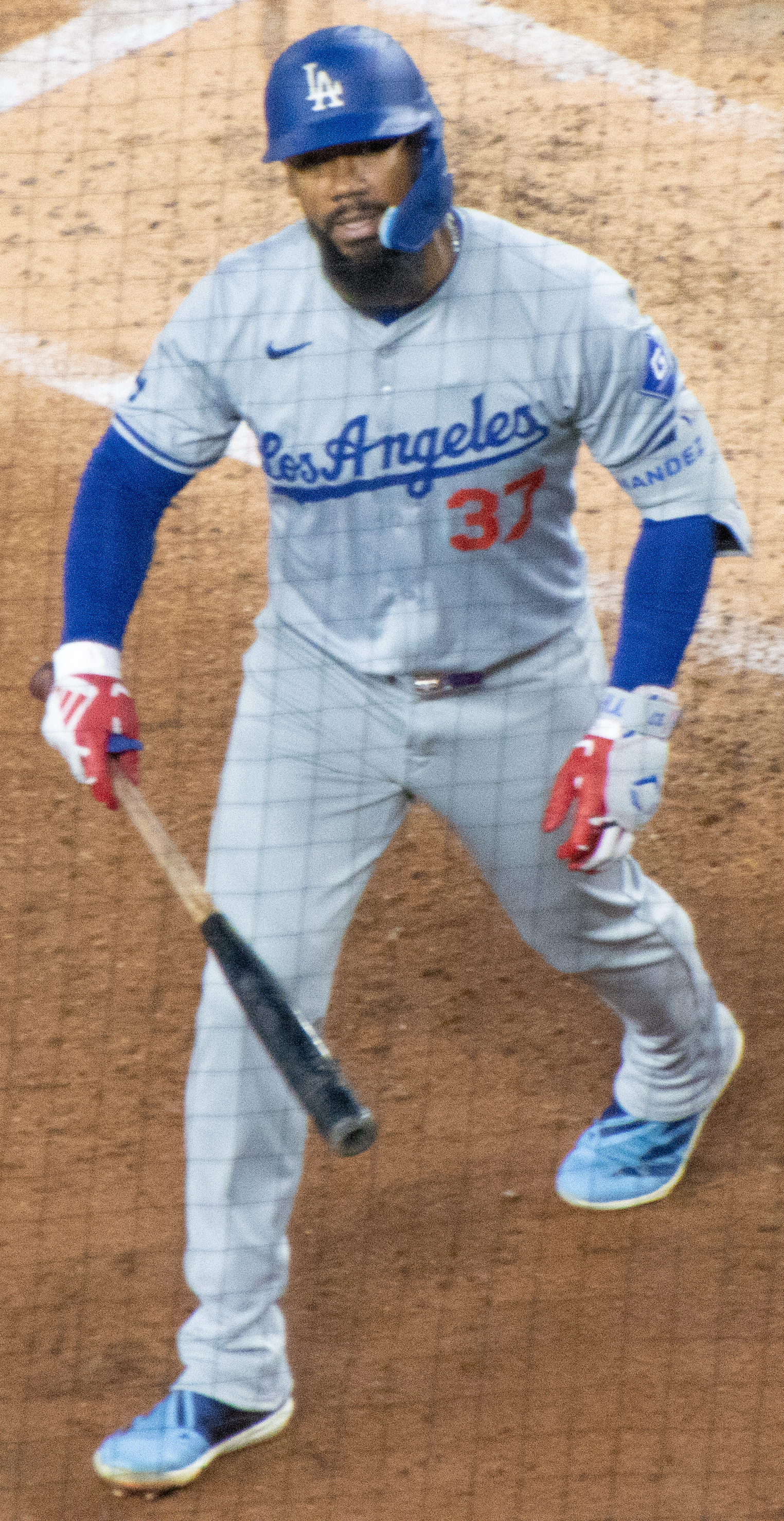
Hernández with the Dodgers in 2024.

El 16 de noviembre de 2022, los Blue Jays cambiaron a Hernández a los Seattle Mariners por los lanzadores Erik Swanson y Adam Macko. Recibió un contrato de un año por $14 millones el 18 de febrero de 2023, después de buscar $16.5 millones pero perder su caso de arbitraje salarial. Hernández jugó en 160 juegos para Seattle en 2023, bateando .258 con 26 jonrones y 93 carreras impulsadas.  Sus 211 ponches fueron la segunda mayor cantidad en la Liga Americana, tres menos que su compañero de equipo Eugenio Suárez. Hernández eligió la agencia libre el 2 de noviembre. 

### Dodgers de Los Ángeles
El 12 de enero de 2024, Hernández firmó un contrato de un año por $23.5 millones con Los Angeles Dodgers. Ganó el Premio al Jugador de la Semana de la Liga Nacional para la semana del 3 al 9 de junio después de que bateo en 9 de 25 turnos al bate con cuatro jonrones, tres dobles, seis carreras anotadas y 10 carreras impulsadas durante ese lapso. Fue seleccionado para el Juego de Estrellas de las Grandes Ligas de Béisbol de 2024, su segunda selección al Juego de Estrellas. Ganó el Derby de Jonrones de las Grandes Ligas de Béisbol de 2024, siendo el primer Dodger en ganar el concurso. Hernández terminó la temporada regular de 2024 con un promedio de .272, un récord personal de 33 jonrones y 99 carreras impulsadas en 154 juegos.  Conectó un grand slam en el Juego 3 de la Serie Divisional de la Liga Nacional,  un juego que los Dodgers perdieron ante los Padres de San Diego.